# If Love Was a Crime
«If Love Was a Crime» —en español: «Si el amor fuera un delito»— es una canción compuesta por Borislav Milanov, Sebastian Arman, Joacim Persson y Johnny K. Palmer, e interpretada en inglés y búlgaro por Poli Genova. Fue elegida para representar a Bulgaria en el Festival de la Canción de Eurovisión de 2016 mediante una elección interna.

## Festival de Eurovisión

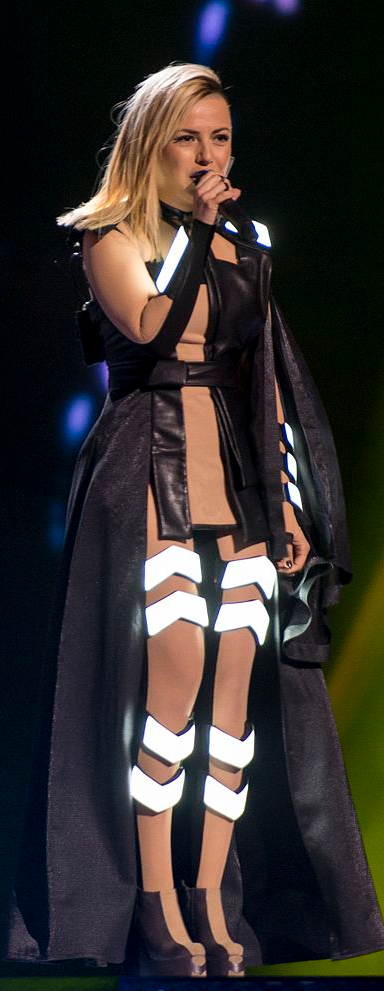
Genova interpretando la canción durante el Festival de la Canción de Eurovisión 2016.

### Elección interna
El 19 de febrero de 2016, la BNT anunció que la administración había elegido a Poli Genova para representar a Bulgaria en el Festival de la Canción de Eurovisión de 2016 en Estocolmo. Ya antes, el 24 de junio de ese año, habían anunciado mediante su cuenta oficial de Twitter que habían elegido internamente a una cantante mujer para la competición. Genova había representado antes a Bulgaria en el Festival de la Canción de Eurovisión 2011, donde no pudo calificar a la final con la canción «Na inat». En noviembre de 2015 presentó el Festival de la Canción de Eurovisión Junior 2015, el cual se llevó a cabo en Sofía.
La canción «If love was a crime» se seleccionó internamente y se presentó el 21 de marzo de 2016 mediante la publicación del videoclip oficial en la web oficial de Eurovisión. La canción fue escrita por miembros del equipo de compositores Symphonics & REDFLY, Borislav Milanov, Sebastian Arman, Joacim Bo Persson, además de Poli Genova. La grabación instrumental de la canción cuenta con el flautista búlgaro Theodosii Spassov. Como agradecimiento a la canción, Genova declaró: «La canción es poderosa, atractiva y emite un mensaje universal – el amor está por encima de todas las otras circunstancias. El amor es algo que descubrimos por todas partes a nuestro alrededor y es un sentimiento que es una parte esencial de nosotros. Nos da energía y fe. Y sentimos exactamente de la misma manera, porque sabemos que el amor es lo que nos hace imparables. Queremos que este mensaje llegue a todos en este mundo».

### Festival de la Canción de Eurovisión 2016
Esta canción fue la representación búlgara en el Festival de la Canción de Eurovisión 2016.
El 25 de diciembre de 2016, se organizó un sorteo de asignación en el que se colocaba a cada país en una de las dos semifinales, además de decidir en qué mitad del certamen actuarían.
Así, la canción fue interpretada en duodécimo lugar durante la segunda semifinal, celebrada el 12 de mayo de ese año, precedida por Eslovenia con ManuElla interpretando «Blue and Red» y seguida por Dinamarca con Lighthouse X interpretando «Soldiers of Love». Durante la emisión del certamen, la canción fue anunciada entre los diez temas elegidos para pasar a la final, y por lo tanto cualificó para competir en esta. La canción había quedado en quinto puesto de 18 con 220 puntos.
Días más tarde, durante la final celebrada el 19 de mayo de 2016, la canción fue interpretada en octavo lugar, precedida por Israel con Hovi Star interpretando «Made of Stars» y seguida por Suecia con Frans interpretando «If I Were Sorry». Finalmente, la canción quedó en cuarto puesto con 307 puntos, siendo, hasta 2017, el mejor resultado de Bulgaria en el Festival.

## Otras versiones
La cantante griega Demy realizó una versión de «If Love Was a Crime» en idioma griego, titulada «Isovia Mazi» (Ισόβια Μαζί; en español: «Encarcelados de por vida juntos»).[cita requerida]